# عمار صخري
عمار صخري سياسي جزائري، شغل منصب وزير التعليم العالي والبحث العلمي بحكومة بن بيتور.